# Einsatzhafen Marx

i7
i11
i13
Der Einsatzhafen Marx war ein Militärflugplatz zwischen Friedeburg und Zetel (heutige Landkreise Wittmund bzw. Friesland). Der Name des Flugplatzes leitet sich vom nahe gelegenen Friedeburger Gemeindeteil Marx ab.

## Beschreibung
Der Militärflugplatz wurde 1917 als Marine-Landflugstation für die Kaiserliche Marine errichtet. Nach dem Ende des Ersten Weltkrieges wurde er nach Vorgaben des Friedensvertrags von Versailles aufgelöst.
Ende der 1930er-Jahre errichtete die Luftwaffe der Wehrmacht einen Einsatzhafen mit schlussendlich drei Start- und Landebahnen, welchen sie von 1939 bis 1945 betrieb. Im April 1940 lagen die I. Gruppe des Kampfgeschwaders 26 mit Kampfflugzeugen vom Typ Heinkel He 111 die III. Gruppe des Kampfgeschwaders 30 mit Kampfflugzeugen vom Typ Junkers Ju 88 und die I. Gruppe des Zerstörergeschwaders 1 mit Zerstörerflugzeugen vom Typ Messerschmitt Bf 110 auf dem Fliegerhorst und nahm von hier aus an der Invasion auf Dänemark und Norwegen teil. Zudem fanden sich immer wieder auch Tagjagdverbände (u. a. 1943 II./JG 11) in Marx ein.
Ab Januar 1944 waren hier Kampfflugzeuge vom Typ Junkers Ju 88 des Kampfgeschwaders 54 stationiert die am Unternehmen Steinbock teilnahmen. Ab Ende 1944 lagen auch Teile des Nachtjagdgeschwaders 2 bzw. NJG 3, in Marx. Zuletzt startete ab März 1945 die III. Gruppe des Kampfgeschwaders 76 mit Strahltriebflugzeugen vom Typ Arado Ar 234 von hier zu Einsätzen gegen die Westalliierten. Aufgrund dessen griffen am 21. März 1945 77 Boeing B-17 Bomber der US-Luftwaffe den Fliegerhorst an und zerstörten die Landebahnen, Zufahrtswege, den Kontrollturm, Unterkunfts- und Dienstgebäude. Aufgrund vieler verfügbarer Arbeitskräfte konnte der Flugplatz rasch wieder instand gesetzt werden. (laut Bericht "Tactical Operations of the 8th Airforce, 6 June - 8 May 1945, p. 244, 0 Tage außer Betrieb") Von der deutschen Luftwaffe wurde der Platz Ende April 1945 geräumt.
Am 5. Mai 1945 rückten polnische Verbände des II Canadian Corps in Marx ein.
Die Alliierten demilitarisierten bzw. sprengten den Einsatzhafen. Außerdem verwendeten sie die Baracken des Flugplatzes zwischenzeitlich als zentrales Lager für Displaced Persons. Er wurde in der Zeit als DP-Lager DP Camp Marx bezeichnet. Das Lager wurde 1955 aufgelöst.
In einer Studie des Bundesfinanzministeriums wurde 1954 erwogen, den Platz wieder zu reaktivieren. 1956 sollte, so laut Planung, die Jagdbomberstaffel 332 in Marx stationiert werden. Da das Staffelflugplatzkonzept zugunsten der "ein Fliegerhorst / ein Geschwader" Struktur aufgegeben wurde, erübrigte sich diese Planung.
Das Gebiet dient heute vorwiegend als Kiesgrube bzw. landwirtschaftliche Nutzfläche, ein Teil wird heute wieder als Segelfluggelände von der Luftsportgemeinschaft (LSG) Waterkant-Zetel e. V. fliegerisch genutzt.